# تيوغزة
تيوغزة هي قرية شبه حضرية مغربية وجماعة قروية وسط غربي المغرب. تنتمي تيوغزة لإقليم سيدي إفني على الساحل الأطلسي بحهة كلميم واد نون. تضم هذه الجماعة القروية 12268 نسمة حسب (إحصاء 2004).

## السكان
تدخل جماعة تيوغزة ضمن المجال الجغرافي لقبائل أيت بعمران وتضم قبائل كل من أيت اخلف، أيت النص وأيت إعزا.
يبلغ تعداد السكان بالجماعة 13.156 نسمة حسب إحصاء 2014.

## المرافق العامة
يضم مركز تيوغزة عددا من المرافق العمومية منها:
- مرافق إدارية: القيادة، الجماعة القروية، مركز البريد، مركز المياه والغابات
- مرافق اقتصادية: سوق أسبوعي كل يومي أربعاء وخميس، محلات تجارية وأفرنة...
- مرافق اجتماعية ورياضية: مستوصف محلي مع قاعة للولادة، صيدليات،3 داخليات لتلاميذ الثانوية، ملعب، مسجد...
- مرافق تربوية وتعليمية: روض للأطفال، مدرسة سيدي احساين، الثانوية الإعدادية تيوغزة، الثانوية التأهيلية أيت بعمران، المدرسة الدينية العتيقة أيت بوبكر، خزانة جماعية وجمعية وسام المجد لفنون الحرب والكمال الجسماني

## المواصلات
يرتبط مركز الجماعة بمدينة سيدي إفني عبر الطريق الإقليمية 1918 وبمدينة تزنيت عبر الطريق الإقليمية رقم1903 و1907 وبمدبنة كلميم عبر الطريق الإقليمية رقم1903.
تتواجد بالمركز محطة للطاكسي الكبير تربط الجماعة بمدن تزنيت، سيدي إفني وكلميم.
تربط حافلات النقل العمومي (Luxe Transport رقم 4) مركز الجماعة بمدينة تزنيت عبر بونعمان.

## صور

نبات الصبار
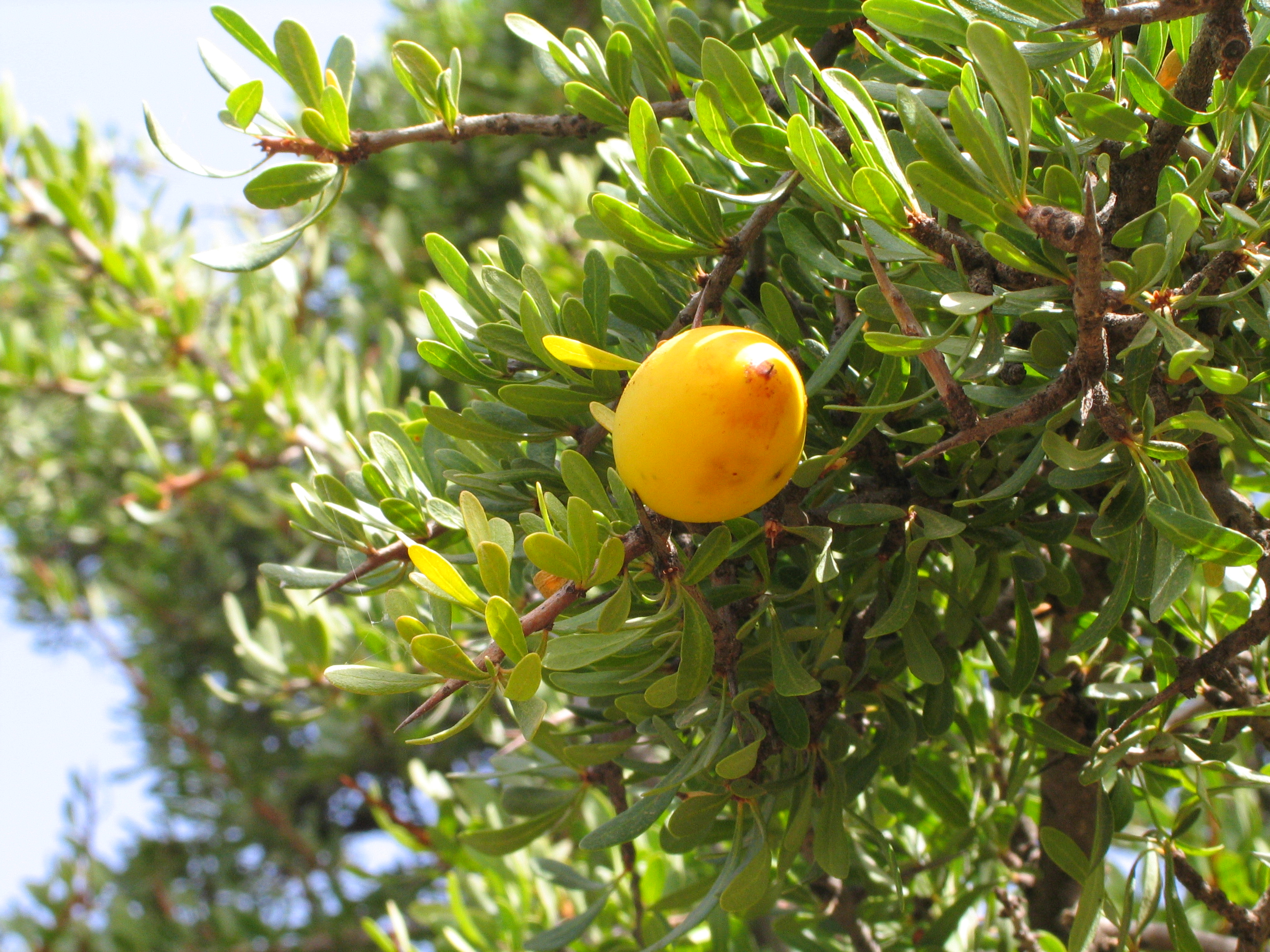
ثمار الأركان
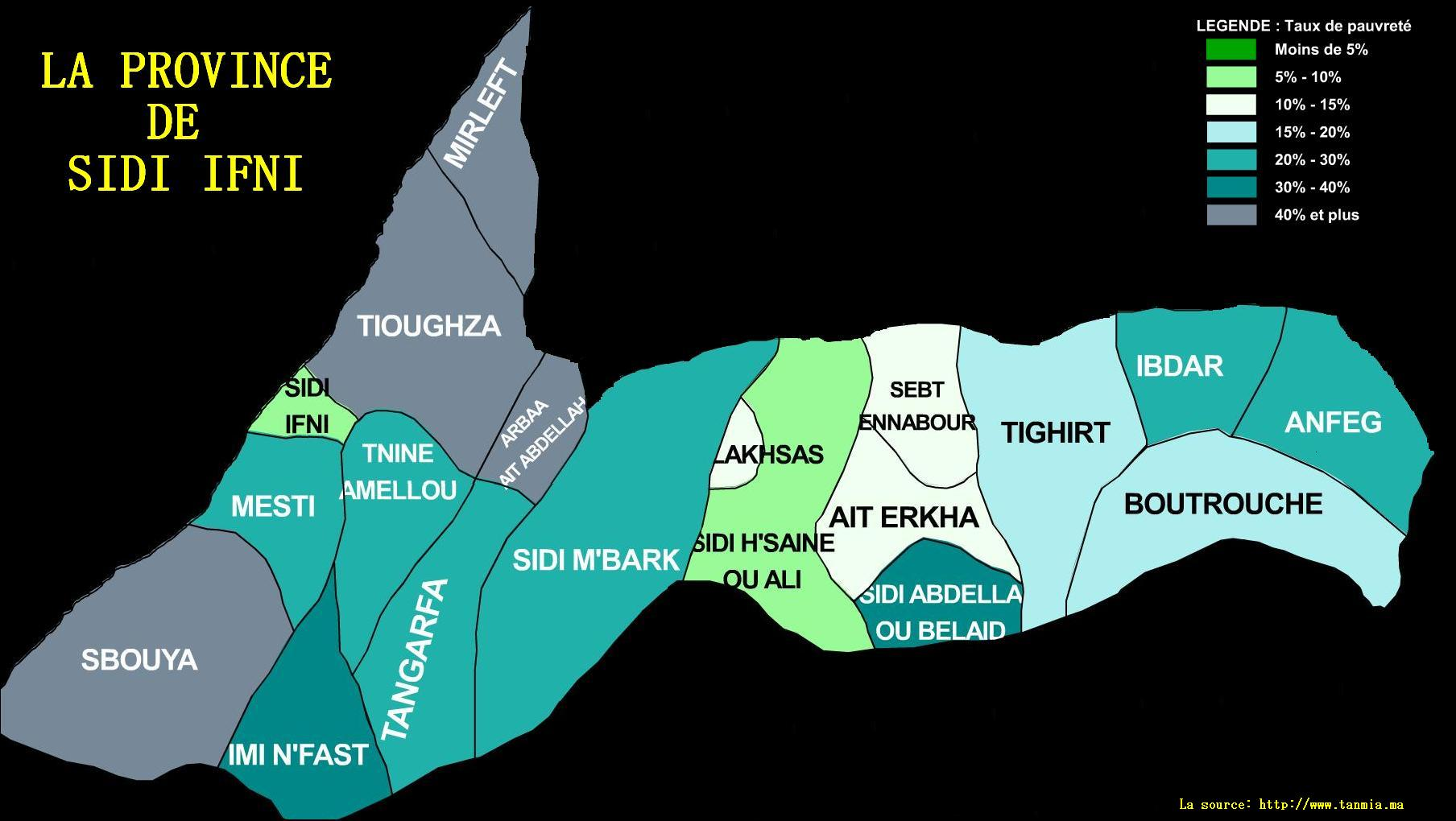